# شمشیر استالینگراد

شمشیر استالینگراد در دستان مارشال کلیمینت واراشلیو پس از اخذ از نماینده بریتانیا

شمشیر استالینگراد یک شمشیر تیغه بلند دولبه تشریفاتی است که با سنگ‌های زینتی و جواهرات پوشیده شده که به سفارت حکومت پادشاهی متحده در کارخانه تیغه‌سازی Wilkinson Sword در مدت ۳ ماه ساخته شد. درازا این شمشیر در حدود ۱۲۰ سانتیمتر است و در آن ۱۸ قیراط طلا نیز به کار رفته است. غلاف این شمشیر از چرم قوچ ایرانی ساخته شده بود.
در دومین روز از برگزاری کنفرانس تهران، چرچیل، نخست‌وزیر وقت بریتانیا، این شمشیر را به عنوان یک هدیه به نشانه وحدت و یکپارچگی متفقین، از طرف جرج ششم، پادشاه بریتانیا به جوزف استالین، رهبر اتحاد جماهیر شوروی اهدا کرد که با استقبال وی و فرانکلین روزولت، رئیس جمهور وقت ایالات متحده آمریکا که در جلسه حاضر بود روبرو شد.